# Isibasi Noriko
Isibasi Noriko (石橋 紀子; Hepburn: Ishibashi Noriko) (Japán, 1970. május 5. –) japán válogatott labdarúgó.

## Nemzeti válogatott
1989-ben debütált a japán válogatottban. A japán válogatott tagjaként részt vett az 1989-es és az 1991-es Ázsia-kupán. A japán válogatottban 3 mérkőzést játszott.

## Statisztika
| Japán válogatott | Japán válogatott | Japán válogatott |
| Időszak          | Mérk.            | gól              |
| ---------------- | ---------------- | ---------------- |
| 1989             | 1                | 1                |
| 1990             | 0                | 0                |
| 1991             | 2                | 0                |
| Összesen         | 3                | 1                |

## Sikerei, díjai
Japán válogatott
- Ázsia-kupa:  Ezüst; 1991,  Bronz; 1989